# Эльстер, Кристиан Мандруп
Кристиан Мандруп Эльстер или Кристиан Эльстер-старший (норв. Kristian Mandrup Elster; 4 марта 1841, Уверхалла — 11 апреля 1881, Тронхейм) — норвежский писатель
, журналист, литературный критик, театральный критик. Автор одного из первых норвежских реалистических романов, раскрывающий типичные провинциальные характеры и нравы в динамике борьбы старого и нового укладов.

## Биография
В 1867 году отправился в Германию, где учился на лесничего в Гиссене. С 1869 по 1873 год жил в Христиании, работал литературным и театральным критиком. С 1873 года был лесником сначала в Фагернесе, а затем в Тронхейме.
Автор социально-психологического романа «Тора Трундаль» (1879), романа «Опасные люди» (1881), сборника новелл «Крестный ход» (1871), повести «Облака под солнцем» (1877), «Перелётная птица» (1881).
Отец писателя Кристиана Эльстера-младшего.
Умер от пневмонии в 1881 году в возрасте 40 лет.